# مويرا يونغ
مويرا يونغ هي كاتبة خيال علمي ومؤلفة وكاتبة للأطفال كندية، ولدت في 1959 في نيو ويستمينيستر في كندا.